# 赵立欣
赵立欣（1967年—），北京市人，汉族，中华人民共和国政治人物、全国人民代表大会山西地区代表。
毕业于北京农业工程大学水利机械专业，担任农业部规划设计研究院能源环保研究所所长。2008年起担任全国人大代表。2013年，被选为全国人大代表。2018年2月24日，当选为第十三届全国人大代表。